# El Tambo (Nariño)
El Tambo – miasto w Kolumbii, w departamencie Nariño.